# L'Ordre du jour (récit)
Pour les articles homonymes, voir L'Ordre du jour.
L'Ordre du jour est un récit d'Éric Vuillard paru le 29 avril 2017 chez Actes Sud dans la collection « Un endroit où aller ». Le livre reçoit le prix Goncourt en 2017.

## Résumé
L'Ordre du jour est un récit relativement court, qui relate plusieurs épisodes des prémices et du début du Troisième Reich dans les années 1930 et montre comment « les plus grandes catastrophes s’annoncent souvent à petit pas ». Le récit « revisite deux événements charnières de l’histoire allemande dont l’importance réside dans leurs répercussions et dans leur valeur symbolique : la parade des industriels et des financiers allemands invités par Goering et Hitler à participer à la caisse du Parti national-socialiste en 1933 ; et les tractations ayant mené à l’Anschluss en 1938 ».
Le récit commence par une réunion tenue le 20 février 1933 où Hermann Göring demande à vingt-quatre patrons allemands (dont ceux d'Agfa, Allianz, BASF, Bayer, IG Farben, Krupp, Opel, Siemens, Telefunken…) de le soutenir financièrement pour les élections. Les 24 entrepreneurs sont : Wilhelm von Opel, Gustav Krupp, Albert Vögler, Günter Quandt, Friedrich Flick, Ernst Tengelmann, Fritz Springorum, August Rosterg, Ernst Brandi, Karl Büren, Günther Heubel, Georg von Schnitzler, Hugo Stinnes junior, Eduard Schulte, Ludwig von Winterfeld, Wolf-Dietrich von Witzleben, Wolfgang Reuter, August Diehn, Erich Fickler, Hans von Loewenstein zu Loewenstein, Ludwig Grauert, Kurt Schmitt, August von Finck et le docteur Stein. Plus tard, plusieurs d'entre eux bénéficient du travail forcé des déportés, internés et prisonniers, une main d'œuvre à bon marché.
Il revient ensuite sur l'Anschluss à travers différents moments souvent méconnus de l'histoire. L’auteur raconte par le biais d’anecdotes et divers questionnements : la rencontre entre Hitler et le chancelier autrichien Schuschnigg, le 12 février 1938 à Berchtesgaden ; la panne des panzers allemands, une fois la frontière autrichienne franchie ; le dîner donné à Londres au cours duquel Ribbentrop abuse de la politesse du premier ministre britannique Neville Chamberlain pour retarder la réponse britannique à l'Anschluss, entre autres. Par ailleurs, le récit aborde aussi le destin parfois tragique des grands entrepreneurs allemands après la Seconde Guerre mondiale durant les procès de Nuremberg. Certains passèrent entre les mailles du filet mais pour d’autres tels que Seyss-Inquart, la sentence ne fut autre que la mort.

## Titre et couverture

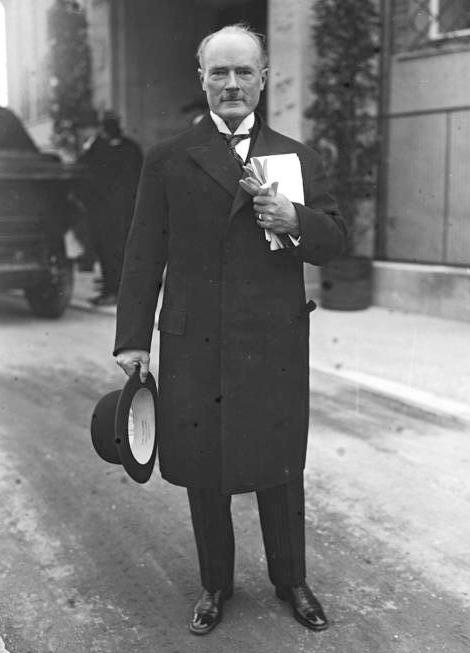
Gustav Krupp von Bohlen und Halbach.

Le titre renvoie à plusieurs événements du récit : la réunion entre les grands chefs d'entreprise allemands et Hermann Göring dans le but d'obtenir leur soutien financier pour les élections à venir, l'annexion très rapide (en une seule journée) de l'Autriche par l'Allemagne et enfin tous les événements froidement préparés et décidés à l'avance dans des salles de réunions. 
La couverture du livre montre une photo de l’industriel allemand Gustav Krupp von Bohlen und Halbach prise en septembre 1931. L’homme est alors à la tête de la multinationale allemande Krupp spécialisée dans le domaine de l’acier depuis 1811. Il sera plus tard jugé au procès de Nuremberg pour avoir mis sa puissance industrielle au service de l'Allemagne nazie. Il est l’un des premiers protagonistes rencontrés dès le début du récit.

## Anschluss
L'annexion de l’Autriche à l’Allemagne (Anschluss) du 12 mars 1938 est ici traitée sous une approche mal connue en France, comme une succession de déconvenues et de malentendus. Ainsi est évoquée la panne de 70% des Panzers, chars de combats blindés, à la frontière autrichienne, ce qui a retardé l'avancée de l'armée allemande et d'Hitler sur Vienne, laissant les Autrichiens dans l'attente et le désarroi et Hitler dans une colère noire. Le livre insiste sur la passivité totale, voire le consentement, des Autrichiens face au coup d’état organisé par le parti nazi autrichien le 11 mars précédent, renversant ainsi le chancelier Kurt Schuschnigg qui avait fait une proposition de plébiscite sur la question de l'indépendance du pays. L'annexion est cependant rapide et totale : dès son arrivée dans la ville de Linz, Hitler est acclamé par plus de 70 000 personnes venues assister à sa prise de parole au balcon de l'hôtel de ville, tandis qu'à Salzbourg, les soldats allemands découvrent à leur arrivée une ville déjà entièrement décorée de drapeaux nazis. Enfin, le 15 mars 1938, à Vienne, 250 000 personnes se massent sur la Heldenplatz afin d'apercevoir Hitler[réf. nécessaire].

## Réception critique et ventes
L’Ordre du jour d’Éric Vuillard est un récit qui s’arrête avant la Seconde Guerre mondiale, insistant sur le nazisme, en 150 pages. L'action débute le 20 février 1933, date qui suit l’incendie du Reichstag et la venue au pouvoir d’Hitler le 30 janvier de la même année. Une réunion entre 24 grands industriels est organisée, presque dans l'urgence, pour les convaincre de financer la campagne des élections du 5 mars 1933. Quelques retours en arrière sont nécessaires pour expliquer le processus, dont par exemple l’entretien entre Schuschnigg et Hitler à Berchtesgaden qui a lieu en 1938, même année que l’annexion de l’Autriche par l’Allemagne, plus connue sous le nom de l'Anschluss. Ce récit documentaire critique traite surtout de la venue des Allemands en Autriche, dans une vision rétrospective, celle du tribunal de Nuremberg[réf. nécessaire].
Ce livre a été traduit en espéranto chez Z4 Éditions sous le titre Tagordo en en faisant ainsi le premier prix Goncourt à disposer d’une version dans cette langue. Salué par une partie importante de la critique littéraire, en France comme à l'étranger, le livre a fait cependant, lors de sa sortie aux États-Unis, l'objet d'un article sévère de l'historien américain Robert Paxton, qui soulignait un certain nombre d'erreurs, de platitudes voire de contre-vérités. Éric Vuillard lui répondit : « Le professeur Paxton imagine qu'écrire n'est rien de plus qu'une question d'ornementation, de composition et d'équilibre. Il est libre d'appliquer ces catégories ennuyeuses à ses propres livres »,. Le site herodote.net, revue d'histoire grand public, titrait quant à lui: « Prix Goncourt 2017 : esbroufe ou canular ? » et critiquait une vision plate et conspirationniste de l'histoire.
Le récit s'est vendu à environ 300 000 exemplaires à la fin 2017.